# عیش‌آباد (کوهپایه)
عیش‌آباد (کوهپایه)، قسمت از روستای آبچوئیه از توابع بخش تودشک شهرستان کوهپایه در استان اصفهان ایران است.

## جمعیت
این قسمت از روستای آبچویه در دهستان تودشک قرار دارد و جمعیت آن ۷۱ نفر (۲۰خانوار) بوده‌است.